# Heikkinen–Komonen Architects
Heikkinen-Komonen Architects est un cabinet d’architecte finlandais fondé en 1974 par Mikko Heikkinen et Markku Komonen à Helsinki en Finlande ,.

## Présentation
Leurs ouvrages se caractérisent par une fusion de minimalisme, de haute technologie et d’expressionnisme abstrait, comme en témoigne leur conception du centre culturel Vuotalo à Helsinki, ou le centre scientifique Heureka à Vantaa avec la juxtaposition d'éléments concrets rigoureux contre des structures métalliques colorées de haute technologie et de grandes surfaces vitrées.

## Ouvrages du cabinet Heikkinen-Komonen
| Ouvrage                                | Lieu | Construction |      |
| -------------------------------------- | ---- | ------------ | ---- |
| Centre scientifique Heureka            |      | Vantaa       | 1989 |
| Aéroport de Rovaniemi (extension)      |      | Rovaniemi    | 2002 |
| Itis (extension)                       |      | Itäkeskus    | 1992 |
| Fondation Juminkeko                    |      | Kuhmo        | 1999 |
| European Film College                  |      | Ebeltoft     | 1993 |
| Ambassade de Finlande (en)             |      | Washington   | 2000 |
| archives régionales d'Hämeenlinna (fi) |      | Hämeenlinna  | 2009 |
| Institut Max-Planck de Dresde          |      | Dresde       | 2001 |
| Centre Lume                            |      | Helsinki     | 2000 |
| Vuotalo                                |      | Vuosaari     | 2000 |
| Flooranaukio                           |      | Helsinki     | 2012 |

## Prix
- Médaille Pro Finlandia, 2003[1]
- Structure en béton de l'année, 1988, 2001, 2002, 2009 et 2011[1]
- Prix national d'architecture, 1989[1]
- International Award for Innovative Technology in Architecture, 1990[1]
- Teräsrakennepalkinto, 1989 et 1992[1]
- Rakennushallituksen / Senaatti-kiinteistöjen vuoden rakennushanke, 1992, 2002 ja 2009[1]
- Prix européen de la construction métallique, 1993[1]
- Prix Finlande (avec M. Komonen), 1996[1]
- Prix Aga Khan d'architecture, 2001[1]
- Médaille Heinrich-Tessenow, 2003